# Witchboard
Witchboard (Juego Diabólico) es una película de terror estadounidense de 1986 dirigida por Kevin Tenney y protagonizada por Todd Allen, Tawny Kitaen y Stephen Nichols, con la participación especial de Kathleen Wilhoite.

## Trama
Jim (Todd Allen) y Linda (Tawny Kitaen) son una joven pareja decidida a vivir juntos. Se mudan a una mansión victoriana en el pequeño pueblo de Fairfield. Para celebrar su nuevo hogar, dan una fiesta en el transcurso de la cual Brandon (Stephen Nichols), exnovio de Linda, introduce a todos los invitados en el juego de la "Ouija". Tras contactar con el espíritu del pequeño David, algo ocurre y el coche de Brandon sufre un pinchazo. Se va sin la tabla.
Al día siguiente, Linda empieza a jugar sola con el tablero y empiezan a suceder cosas extrañas (pesadillas, extrañas muertes...), además de que se va distanciando de Jim. Brandon resuelve sus diferencias con Jim, quien fue su mejor amigo en la infancia y dejó de serlo porque se enamoraron de la misma mujer. Le sugiere traer a una pintoresca médium, Zarabeth (Kathleen Wilhoit), para exorcizar al pequeño David, pero no sucede así. Cuando volvió a su casa, Zarabeth investiga mejor sobre el caso de Linda y, al descubrir de qué se trataba, algo la asesina de un hachazo.
Con Linda ingresada en el hospital, Jim y Brandon van al lugar donde murió David para investigar mejor sobre él, pero al contactar con él, descubren que no es él quien aterroriza a Linda, ni quien mató a Zarabeth. Entonces, Brandon recuerda algo que le comentó Zarabeth antes de dejarla en su casa, la palabra Malfeitor, pues ella notó, cuando supuestamente David habló a través de ella, que era portugués. Brandon le pregunta quién es Malfeitor y David les dice que está ahí. Entonces mata a Brandon y a Jim, por alguna razón, no le mata.
Linda sufre pesadillas en el hospital con un hombre mayor cortándole la cabeza con un hacha. Entonces deja el hospital y vuelve a jugar con la tabla Ouija para saber dónde está Jim. No obtiene respuesta y algo le sucede.
Jim va a una tienda de ocultismo y la dependienta le muestra un libro que muestra el retrato de un asesino llamado Carlos Malfeitor que solía asesinar a la gente con un hacha, entonces descubre que la policía le abatió a balazos en su casa, que resulta ser su propia casa. Jim regresa a casa para encontrársela casi destrozada y a Linda poseída por el espíritu de Malfeitor con un hacha y vestida como él. Malfeitor le dice que Linda no es su puerta de acceso, sino él, que le torturó aterrorizando a Linda y matando a sus amigos. Le da a entender que para que Linda sea libre tiene que matarse y está a punto de dispararse, pero entonces dispara a la tabla Ouija destruyendola y Malfeitor, en el último momento, le empuja por la ventana y cae.
Seguidamente, se ve a gente reunida en una iglesia en lo que parece ser un funeral, pero resulta ser la boda de Jim y Linda.
Mientras, en la casa, la casera recoge los escombros y su nieta encuentra la tabla Ouija, se preguntan si aún servirá con agujeros, entonces la planchette indica "sí" por sí sola.

## Reparto
| Actor             | Personaje                 |
| ----------------- | ------------------------- |
| Todd Allen        | James "Jim" Morar         |
| Tawny Kitaen      | Linda Brewster            |
| Stephen Nichols   | Brandon Sinclair          |
| Kathleen Wilhoite | Sarah "Zarabeth" Crawford |
| Burke Byrnes      | Ten. Dewhurst             |
| James W. Quinn    | Lloyd                     |
| Rose Marie        | Sra. Moses                |
| Judy Tatum        | Dr. Gelineau              |
| Gloria Hayes      | Wanda                     |
| J.P. Luebsen      | Carlos Malfeitor          |
| Susan Nickerson   | Chris                     |
| Ryan Carroll      | Roger                     |
| Kenny Rhodes      | Mike                      |
| Clare Bristol     | Anchor woman              |